# Patna (Scozia)
Patna è una località della Scozia, situata nell'area di consiglio dell'Ayrshire Orientale.

## Storia
Venne fondata nel 1802 da William Fullarton per fornire alloggi ai lavoratori dei bacini carboniferi della sua tenuta. Il padre di Fullarton aveva lavorato come impiegato della Compagnia britannica delle Indie orientali, e il nome del centro abitato deriva dalla città indiana di Patna.